# Копані (Кропивницький район)
Копа́ні — село в Україні, у Суботцівська сільській громаді Кропивницького району Кіровоградської області. Населення становить 331 осіб.

## Населення
Згідно з переписом УРСР 1989 року чисельність наявного населення села становила 297 осіб, з яких 127 чоловіків та 170 жінок.
За переписом населення України 2001 року в селі мешкала 331 особа.

### Мова
Розподіл населення за рідною мовою за даними перепису 2001 року:
| Мова       | Відсоток |
| ---------- | -------- |
| українська | 97,28 %  |
| російська  | 1,81 %   |
| молдовська | 0,91 %   |